# 越境EC
越境EC（えっきょうイーシー 英語：Cross-border e-commerce）とは、国境を越えて行われる国際的な電子商取引（eコマース）を指す。インターネット通販サイトのような事業者と消費者間（B2C）だけでなく事業者間（B2B）の取引も含む。日本では「クロスボーダーEC」や「クロスボーダートレード（CBT）」とも呼ばれる。

## 概要
越境ECは日本国内のECサイトと同様に、インターネットを使った通信販売を指すが、自国内向け（母国語）のサイトではなく、外国語のサイトを設けたり、海外のeマーケットプレイスに出店しながら多言語多通貨での対応を行い、国内から海外に発送する形態を用いるため、越境ECサイトを運営する企業側は、世界各国に直接出店するリスクやコストの軽減につながり、且つ商圏は広くなるため、初期投資額を抑えながら世界進出を狙える。
2021年には7,850億米ドルだった世界の越境EC市場規模は、2030年には7兆9,380億米ドルに達すると予測され、年平均成長率は約26.2%と推計されている。別の予測では、2025年の1兆4,700億米ドルから2032年には4兆8,100億米ドル（年平均成長率18.4%）4、あるいは2024年の1兆2,450億米ドルから2033年には16兆1,093億米ドル（年平均成長率18.7%）への成長が見込まれている。この市場拡大を牽引しているのは、中国であり、全世界のEC市場シェアの50%以上を占め、次いでアメリカが続く。B2Cの取引における主要なプラットフォームとしては、Amazon、Alibaba/AliExpress、eBay、Shopee、Mercado Libreなどが挙げられる。
越境ECは貿易が絡む取引となるため、サイトの運営会社や越境ECコンサルタント（専門家）、または貿易に詳しいアドバイスのできる越境EC専門の会社、ECワンストップサービスを提供する会社に相談・伴走支援を依頼することが一般的となっている。

## 展望
2013年の先進国のインターネット利用人口は2005年に比べて1.6倍に過ぎないが、途上国では同じ期間で4.4倍に増えており、ECサイトの国際的展開に取り組む企業は増えると予想されている。また、経済産業省の報告によれば、2014年から2018年までの間に、日米中3か国相互間の越境EC規模は、日本は約1.4倍、米国は約1.6倍、中国は約2.3倍の規模となり、日米中3か国間における越境EC による購入総額合計は、2018 年までに約4.4兆円にまで拡大する見込みである。世界のEC市場規模は年々増加しており、2021年時点でB2Cのみで558兆円市場と見積もられている。
中国ではEC経済特区が各地に設けられており、タイ王国でも76%の消費者が日本からの購入に関心を示しており、Shopee58％、Lazada30％、FBメッセンジャー20％と、各種越境ECサイトを通じ商品を購入していることが調査から明らかとなっている。
2021年時点で、アジア太平洋地域での収益率が最も大きく、大都市圏の若年層人口の増加が大きく影響している。

## リスク・課題

### 関税制度（デミニミスルール）
異なる関税制度（例えば、少額貨物に対する免税措置であるデミニミスルール ）、税関手続き、製品基準は、不均等な競争条件を生み出している 。
特にデミニミスルールは、貿易円滑化を意図しているものの、意図せず貿易不均衡や競争上の不利益を生み出す要因となり得る。税金や関税の免除の恩恵を受ける越境販売業者と競争する国内小売業者にとっては大きな問題である。これは米中貿易関係における主要な懸念事項となっている 。例えば、米国の800ドルというデミニミス閾値は、特に中国からの越境EC販売業者に有利に働いていると一部で見なされ、論争の的となっている 。
ブラジルなど南米地域でも、現地小売り店の経営者グループが、各種越境ECサイトで販売される商品には正しく輸入税が課されていない物があると異議を申し立て、政府や上院に対し輸入課税の法改正を働き掛けている。ブラジルでは2022年時点で50ドル以下の輸入に関しては非課税となっているが、今後50ドル以下の輸入に関しても課税対象になる暫定法が検討されている。なお、アメリカでは個人向け輸入小包はCBP法第321条（通称：デ・ミニミス法）により、1人あたり800ドル以下の輸入に関し免税となっている。
これらの不均衡は、より寛容な輸出入規制や高いデミニミス閾値を持つ国の企業に有利に働き、他国の国内産業に損害を与え、政府の関税収入に影響を与える可能性がある。   これにより、米国が中国からの輸入品に対する監視を強めるなど、保護主義的な措置やデミニミスルールの調整を求める声が上がり、このようなルートでの輸出に依存する開発途上国に影響を与える可能性がある 。   

### 規制の不均衡
また、WTOにおける電子的送信に対する関税不賦課のモラトリアムも論点の一つであり、一部の開発途上国は、これが成長するデジタル貿易からの潜在的な歳入と政策余地を制限していると主張している 。このモラトリアムはデジタル貿易を促進する一方で、財政的公平性や開発途上国がこの拡大するセクターから歳入を得る能力について疑問を投げかけている。   
さらに、様々な国際規制（税関、税金、消費者保護、データプライバシー、知的財産）をナビゲートする複雑さ自体が、重要な非関税障壁として機能し、特に資源や専門知識が限られている中小企業や開発途上国の企業に不均衡な影響を与えている 。大企業はこれらの複雑な規制に対応するための法務・コンプライアンスチームを擁することができるが 、中小企業やLDCの企業はしばしばこれらの資源を欠いており、コンプライアンス遵守が高コストかつリスキーなものとなっている 。

### 主要ECプラットフォームの支配
少数の大手ECプラットフォーム（Amazon、Alibaba、eBayなど）が世界市場を支配している 。例えば、Amazonの2023年の越境GMV（流通総額）は3,604億米ドルで、これは同社の総GMVのほぼ半分に相当する 。Alibabaのプラットフォームも、特に中国国内およびB2B/B2C輸出において大きな市場シェアを握っている 。これらのプラットフォームは市場アクセスを提供する一方で、その支配力は公正な競争、データ管理、そして小規模販売業者や開発途上国の交渉力に関する懸念を引き起こしている。
中国でAlibabaが独占禁止法違反（出店者への「二者択一」の強要）で罰金を科された事例は 、市場支配力の濫用の可能性を示している。UNCTADは、大手プラットフォームによる排他性や差別的慣行を通じた開放性、公平性、潜在的な濫用に関する懸念を指摘している 。このような力関係は、販売者の自主性や収益性を制限し、小規模な経済主体をエンパワーメントするどころか、不平等を強化する可能性がある。

### 法令違反
越境ECは輸出の一形態であり、取引に適用される法律は、ほとんどの場合、消費者が住む国のものによるため、販売先の法律を調べる必要がある。また、
。

### 環境汚染
特定の重金属や化学物質の含有量が輸出国の安全関連規制に抵触することもある。

### 詐欺
販売先の国によっては偽造のクレジットカードが使用されたり、配達業者のミスで商品が破損するリスクがあるがチャージバック保険などで保証されるケースもある。また消費者が関税を支払うことを嫌って実際よりも低い価格を送り状に記入するよう求めてくることもある。

## 主要な越境ECサイト
主要な取引サイトには以下のものがある。
- AliExpress
- Amazon.com
- ASOS.com
- eBay.com
- JD.com
- Joom
- j-Grab Mall
- Lazada
- Mercado Libre
- Ozon
- Pinduoduo
- SHEIN
- Shopee
- タオバオ
- Temu
- T-MALLグローバル
- ワイルドベリーズ
- Wish
- WAFUU.COM
- YOOX
- Zalando
- Zooplus（英語版）